# Concile de Rome (1050)
Pour les articles homonymes, voir Concile de Rome.
Le concile de Rome fut convoqué par le pape Léon IX dans la ville éponyme en 1050.
Le Pape, à qui l'hérésie de Bérenger de Tours avait été déférée, fit lire la première lettre à Lanfranc.